# Paratrechina
Paratrechina és un gènere de formigues de la subfamília dels formicins (Formicinae). Té una distribució mundial incloent-hi la península Ibèrica. Algunes espècies estan associades a les activitats humanes.

## Espècies
El gènere Paratrechina inclou 5 espècies, de les quals una viuen a la península Ibèrica:
- Paratrechina ankarana LaPolla & Fisher, 2014
- Paratrechina antsingy LaPolla & Fisher, 2014
- Paratrechina longicornis (Latreille, 1802) - present a la Península Ibèrica[2]
- Paratrechina umbra (Zhou & Zheng, 1998)
- Paratrechina zanjensis LaPolla, Hawkes & Fisher, 2013